# La Rose et le Lilas
La Rose et le lilas est un roman de Jean Anglade publié en 2003.

## Résumé
En 1926, devenue veuve, Rose quitte sa belle-mère, Jeanne, leveuse (dentelière), (qui lui offre un pied de lilas) pour être garde-barrière à 5 km, à St Georges Gare (43). Elle y rencontre H Pignol, écrivain brivadois qui lui prête des livres. Elle y écrit l'histoire de son institutrice à la fin du XIXe siècle, relue/H. En 31, Jeanna perd la tête et Rose la recueille chez elle où elle retrouve le lilas. Le roman de Rose est publié mais elle meurt en 33.

## Éditions imprimées
- Jean Anglade, La Rose et le Lilas, Paris, Presses de la Cité, coll. « Romans Terres de France », 11 août 2003, 354 p. (ISBN 978-2-258-05996-2, BNF 39078715)Le roman est suivi, dans cette édition, d'une nouvelle intitulée Le Roi des fougères.
- Jean Anglade, La Rose et le Lilas, Paris, Pocket, coll. « Pocket » (no 12260), 16 juin 2005, 348 p. (ISBN 978-2-258-05996-2, BNF 39989893)Le roman est suivi, dans cette édition, d'une nouvelle intitulée Le Roi des fougères.

## Livre audio
- Jean Anglade (auteur) et Monique Rousseau (narratrice), La Rose et le Lilas, La Roque-sur-Pernes, Éditions VDB, 1er mars 2004 (ISBN 978-2-84694-130-3, BNF 39187359)Support : 7 disques compact audio ; durée : 9 h 30 min environ ; référence éditeur : VDB 026.